# Zatoka Kao
Zatoka Kao (indonez. Teluk Kao, dawniej Kaoe) – zatoka Oceanu Spokojnego w północno-wschodnim wybrzeżu wyspy Halmahera; długość ok. 90 km, szerokość od 10 do 30 km.
W czasie II wojny światowej ważna baza japońskiej marynarki wojennej.